# Ферханов, Камиль Абдулбариевич
Камиль Абдулбариевич Ферханов (5 сентября 1964, Душанбе — 17 июня 2021, Ульяновск) — советский и российский футболист, нападающий и полузащитник.

## Биография
Воспитанник душанбинского футбола. В 1982 году дебютировал в составе «Памира» в первой лиге, но основным игроком не стал, сыграв за четыре сезона только 21 матч. Выступал за юношескую сборную Таджикской ССР, в 1983 году вошёл в символическую сборную турнира «Переправа», двукратный победитель этого турнира (1980, 1983).
Затем играл за смоленскую «Искру» и «Вахш» (Курган-Тюбе). В 1987 году попытался вернуться в «Памир», но сыграл только один кубковый матч. В последних сезонах первенства СССР играл во второй лиге за «Ходжент» и «Регар-ТадАЗ» и отличался высокой результативностью — забил 19 голов в 1990 году и 22 гола — в 1991 году.
После распада СССР перешёл в узбекский «Навбахор», сыграл 19 матчей и забил два гола в первом сезоне независимого чемпионата Узбекистана. В том же сезоне перешёл в российский «Турбостроитель» (Калуга), где провёл пять лет и сыграл более 100 матчей. В 1995 году стал лучшим бомбардиром зонального турнира третьей лиги с 11 голами. В 1997 году выступал во втором дивизионе Финляндии за «ГБК Коккола». Последним профессиональным клубом футболиста стала ульяновская «Волга».

## Личная жизнь
После окончания карьеры жил в Ульяновске, занимался бизнесом. Был женат, две дочери.
Скончался от сердечного приступа во время игры в футбол в Ульяновске.